# Solar de Santo Antônio (Campos de Goytacazes)
O Solar de Santo Antônio, também conhecido como Fazenda Grande do Beco, é um casarão histórico, do período do Ciclo da cana-de-açúcar, construído em 1846. Foi propriedade de Joaquim Pinto Neto dos Reis, Barão de Carapebus. O solar está localizado na cidade de Campos de Goytacazes, no estado do Rio de Janeiro. É um patrimônio histórico cultural tombado pelo Instituto do Patrimônio Histórico e Artístico Nacional (IPHAN), na data de 24 de julho de 1946, sob o processo de nº 176-T-1938.
Atualmente abriga o Asilo Nossa Senhora do Carmo e está interditado por se encontrar em condições precárias de conservação.

## História
Em 1846, o solar foi construído, a pedido de Joaquim Pinto Neto dos Reis para ser a sede do Engenho de Santo Antônio. Com o passar dos tempos, o solar teve diversos proprietários, um deles o Cônsul Miguel Ribeiro da Mota e o Comendador Antônio Manoel da Costa. Este último, modernizou a produção e transformou o engenho em usina de cana-de-açúcar.
Nos anos de 1847 e 1883, D. Pedro II se hospedou no solar, em visitas à cidade. No primeiro ano, foi no solar que o Imperador assinou o termo para a implantação da luz elétrica na cidade e no segundo ano, foi para a inauguração da luz elétrica implantada.
Nos anos de 1930, o solar foi doado para o Seminário Diocesano e no ano de 1939, foi instalado o Asilo Nossa Senhora do Carmo, que se mantinha através de alugueis dos salões para eventos, mas em 1993 a edificação foi interditada pela Defesa Civil por causa das precárias condições estruturais. A associação mantedora do asilo construiu um anexo temporário para os idosos poderem ficar, até a reforma do solar terminasse.

## Arquitetura
Edificação de arquitetura colonial com simetria inspirada na arquitetura neoclássica, construída com um pavimentos e um porão alto. Na fachada principal foi construída uma escadaria semicircular em cantaria, que dá acesso a um pátio que leva a entrada do solar. A porta foi construída, centralizada na fachada, com sete janelas de cada lado desta porta. Todos os vãos da fachada possuem vergas em arco abatido e há cunhais nas quinas das paredes externas que foram construídas com 80 cm (frontal) e 70 cm (laterais e fundos) de espessura, foram construídas em alvenaria de tijolos maciços e estrutura em madeira. O telhado construídos em oito águas, foi coberto com telhas de barro tipo capa e canal.

## Asilo Nossa Senhora do Carmo
O Asilo Nossa Senhora do Carmo foi fundado em 8 de agosto de 1904, pela conferência Vicentina São Francisco de Assis. Em 9 de outubro de 1904, para administrar o asilo, a Associação Mantenedora do Asilo Nossa Senhora do Carmo da velhice desamparada foi fundada. O asilo possui mais de sessenta idosos em seus cuidados.